# Cocalodes cygnatus
Cocalodes cygnatus là một loài nhện trong họ Salticidae.
Loài này thuộc chi Cocalodes. Cocalodes cygnatus được Fred R. Wanless miêu tả năm 1982.